# Departamento El Alto
El Alto es uno de los 16 departamentos en los que se divide la provincia de Catamarca en Argentina.
Catastralmente solo tiene un distrito: Villa El Alto.

## Superficie y límites
El departamento tiene una superficie de 2327 km² y limita al norte con el departamento Santa Rosa, al este con la provincia de Santiago del Estero, al oeste con los departamentos Paclín y Valle Viejo y al sur con los departamentos Ancasti y La Paz.
Los Departamentos Santa Rosa, Ancasti , la provincia de Santiago del Estero y los Departamentos Paclín y Valle Viejo son los límites norte, sur, este y oeste respectivamente. La línea de frontera que conforman los límites desde el norte, de este a oeste, el nacimiento de las sierras de El Alto-Ancasti, la división de las Estancias de Achalco, en El Alto, y las Higueritas, en Santa Rosa llegando al río Ichipuca, tomando su línea media finalizando en el punto donde desemboca el arroyo El Tala, siguiendo por la línea media de este curso de agua hacia el oeste hasta que se llega a un afluente, de allí hacia al norte pasando por el río Potropiana, siguiendo por la línea media de este curso de agua hacia el oeste hasta la confluencia del arroyo Higuera Grande de allí hacia arriba hasta que encuentra el cerro Pelado.

## Población
Contó con 4375 habitantes (Indec, 2022), lo que representó un incremento del 22.5%, frente a los 3570 habitantes (Indec, 2010) del censo anterior.La cifra ubicó al departamento el tercer departamento menos poblado de Catamarca, detrás de los de Ancasti y Antofagasta de la Sierra.
| Gráfica de evolución demográfica de Departamento El Alto entre 1991 y 2022 |
|                                                                            |
| Fuente: censos nacionales del INDEC                                        |

## Historia

### SigloXVI
Los primeros asentamientos españoles en la zona se registraron en 1552 en Tavigasta (hoy El Alto) y Alikili (hoy Alijilán, departamento Santa Rosa) según las mercedes otorgadas a Juan Bautista de Alcántara. La encomienda de Tavigasta, de Alcántara, estaba contigua a las de Bartolomé de Sandoval y Luis de Gallegos de Guzmán que estaban también entre los primeros colonizadores de las Sierras de Guayamba. La estancia de Gallegos de Guzmán estaba en las Sierras de Guayamba o Maquijata, desde Sucuma o Zúcuma hacia el Sud, incluyendo la Villa El Alto, antes Concepción de El Alto, Guayamba o Huayamba, Tintigasta, Vilismán o Bilismano y parte de los cerros Nuñorco y Negro. Mientras que en los faldeos al norte de Albigasta estaba la estancia de Bartolomé de Sandoval.
En 1597 Francisco Guamán Tito Inga había adquirido tierras en San José de la Cañada y luego en San Francisco de Capiambalá, y se lo da como vecino de Tavigasta por aquellos años, que queda al este de la Concepción de El Alto. (También tiene posesiones desde Ampolla hasta Las Cañas en el departamento Santa Rosa, que luego serán tierras de los Ávila y los Ibáñez).

### SigloXVIII: formación territorial
El 24 de diciembre de 1748 se produce la división del extenso Curato de Maquijata que abarcaba los territorios de los actuales departamentos de Santa Rosa, El Alto, Ancasti y La Paz. Los curatos eran antaño lo que hoy conocemos como parroquias. En aquellos años las divisiones religiosas eran también las divisiones políticas de los territorios, por lo que los curatos o parroquias eran al mismo tiempo los partidos o departamentos. En ese año de 1748, el Curato de Maquijata se dividió en dos, uno denominado "Beneficio de la Concepción de la Sierra de Guayamba" (llamado también en el mismo documento "Concepción del Alto" y luego "Curato de la Concepción del Alto") mientras que la otra sección se denominó simplemente "Curato de Ancaste". El Alto comienza a existir desde entonces –formalmente- como territorio político y religioso.

### Escisión de Santa Rosa
En 1878, por decisión del entonces gobernador Mardoqueo Molina, se reglamenta la ley por la que se crea el Departamento Santa Rosa, con territorios antes pertenecientes a El Alto.

## Accesos
Desde la ciudad de San Fernando del Valle de Catamarca, se accede a la cabecera departamental mediante la RN 38 hacia la localidad de El Portezuelo y luego por la ruta provincial n.º 42 ascendiendo la cuesta del Portezuelo. Más adelante se encuentra la localidad de Tintigasta, después la villa turística de Guayamba y a 4.5 km de ella, la cabecera departamental, la villa de El Alto.
También se puede acceder desde las provincias de Tucumán, Santiago del Estero o Córdoba por la RN 157 hasta la localidad de Lavalle (localidad mitad santiagueña, mitad catamarqueña, dividida por la vía del FF.CC Gral Belgrano), desde allí por RN 64 hasta Las Cañas y luego por la ruta provincial 42 hasta El Alto.

## Localidades y parajes
| Localidades                                                       | Parajes |
| - El Alto - Guayamba - Infanzón - Los Corrales - Tapso - Vilismán | - Achalco - Albigasta - Ayapaso - Bajo Hondo - Calera del Sauce - Cana Cruz - Chañar Laguna - Choya Viejo - Collagasta - Colonia de Achalco - Corpus Yaco - Corralito - El Chuapi - El Durazno - El Hornito - El Lindero - El Molino - El Pantanillo - El Paso - El Puestito - El Rosario - Estancia de Jerez - Francisco Lorenzo - Guanaschi - Huaico Honco - Ichipuca - Iloga - Inacillo - La Bebida - La Calera - La Chilca - La Costa - La Higuera - La Huerta - La Quebrada - La Quebrada Honda - La Tuna - Las Cananas - Las Cuestecillas - Las Encrucijadas - Las Flores - Las Juntas - Las Piedritas - Los Álamos - Los Algarrobos - Los Mertecos - Los Pedraza - Los Pozos - Los Sauces - Los Tarquitos - Ojo de Agua - Oyola - Pozo Grande - Puerta de Molle Yaco - Puesto de Názar - Puesto Ponce - Río Los Morteros - Rodeo Chiquito - San Francisco - San Jerónimo - San Martín - Sauce Huacho - Simogasta - Tabigasta - Taco Yaco - Talasi - Tintigasta - Villa El Alto - Villa Isabel - Villapa de Arriba - Yaco Yaci |

## Sismicidad
La sismicidad de la región de Catamarca es frecuente y de intensidad baja, y un silencio sísmico de terremotos medios a graves cada 30 años en áreas aleatorias. Sus últimas expresiones se produjeron:
- 21 de octubre de 1966 (58 años), a las 12.39 UTC-3 con 5,0 Richter; como en toda localidad sísmica, aún con un silencio sísmico corto, se olvida la historia de otros movimientos sísmicos regionales
- 3 de noviembre de 1973 (51 años), a las 14.17 UTC-3 con 5,8 Richter: además de la gravedad física del fenómeno se unió el olvido de la población a estos eventos recurrentes
- 7 de septiembre de 2004 (20 años), a las 8.53 UTC-3, con una magnitud aproximadamente de 6,5 en la escala de Richter (terremoto de Catamarca de 2004)[10]